# Eremnophila
Genre
Eremnophila  est un genre d'insectes hyménoptères de la famille des Sphecidae, de la sous-famille des Ammophilinae.

## Liste d'espèces
Selon ITIS (30 juillet 2020) :
- Eremnophila asperata (W. Fox, 1897)
- Eremnophila aureonotata (Cameron, 1888)
- Eremnophila auromaculata (Pérez, 1891)
- Eremnophila binodis (Fabricius, 1798)
- Eremnophila catamarcensis (Schrottky, 1910)
- Eremnophila eximia (Lepeletier de Saint Fargeau, 1845)
- Eremnophila melanaria (Dahlbom, 1843)
- Eremnophila opulenta (Guérin-Méneville, 1838)
- Eremnophila willinki (Menke, 1964)